# Osijeks spårväg
Osijeks spårväg utgör en del av kollektivtrafiken i Osijek i Kroatien. Spårvägsnätet från 1884 är det äldsta i Kroatien och bredvid Zagrebs spårväg det enda kvarvarande i landet. Det drivs av GPP Osijek. Spårvagnsflottan består av moderniserade Tatra T3 och Düwag GT-6.

## Historik
Osijeks befolkningsutveckling och ekonomiska tillväxt i slutet av 1800-talet gjorde att det uppstod ett behov av snabbare och mer organiserade transporter inom staden. Den 27 juni 1883 ingick staden ett avtal med företaget Osijek d.d. rörande anläggandet av spårväg. Den nya spårvägen invigdes 1884 då som hästspårväg. De nya spårvagnarna kom att ersätta omnibusarna. 1899 togs initiativ till att elektrifiera spårvagnssystemet men det skulle dröja till 1926 innan det genomfördes.

## Spårvagnslinjer
| Linjer | Färdväg | Längd           | Antal hållplatser |
| ------ | --- | --------------- | ----------------- |
| 1      | Višnjevac – Retfala – Pođgrade – Ante Starčevićs torg – Tvrđa – Remiza – Donji grad – Zeleno polje                                                          | 8,1 km          | 23                |
| 2 (2B) | Ante Starčevićs torg (tillbaka via Osijeks järnvägsstation) – Đakovština – Mačkamama (endhållplats för linje 2B) – Gradski vrt – M. Divalta/Kirova – Bikara | 8,2 km (4,0 km) | 20 (10)           |

## Rullande materiel

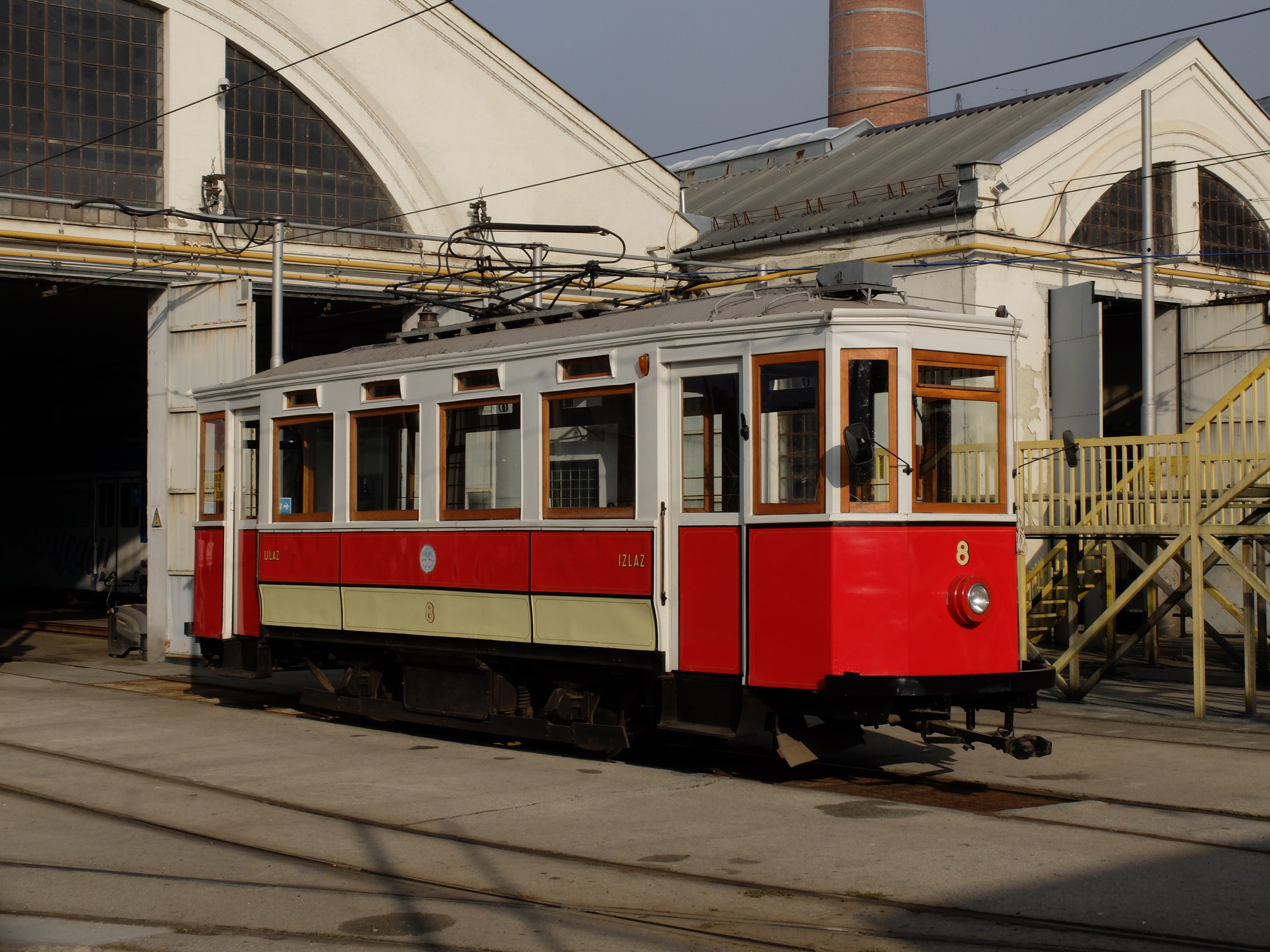
Nummer 8
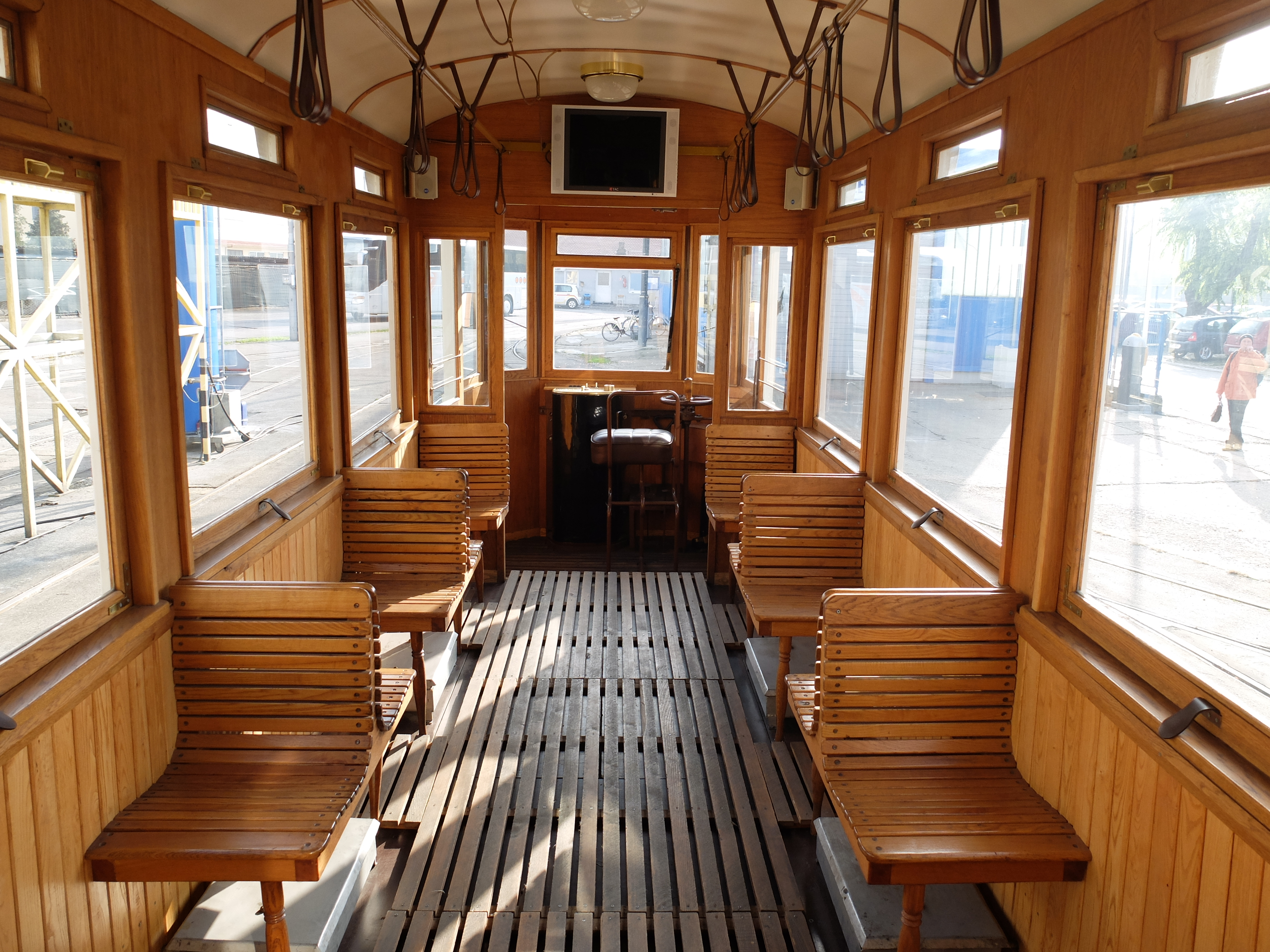
Nummer 8 (Passagerarutrymmet)
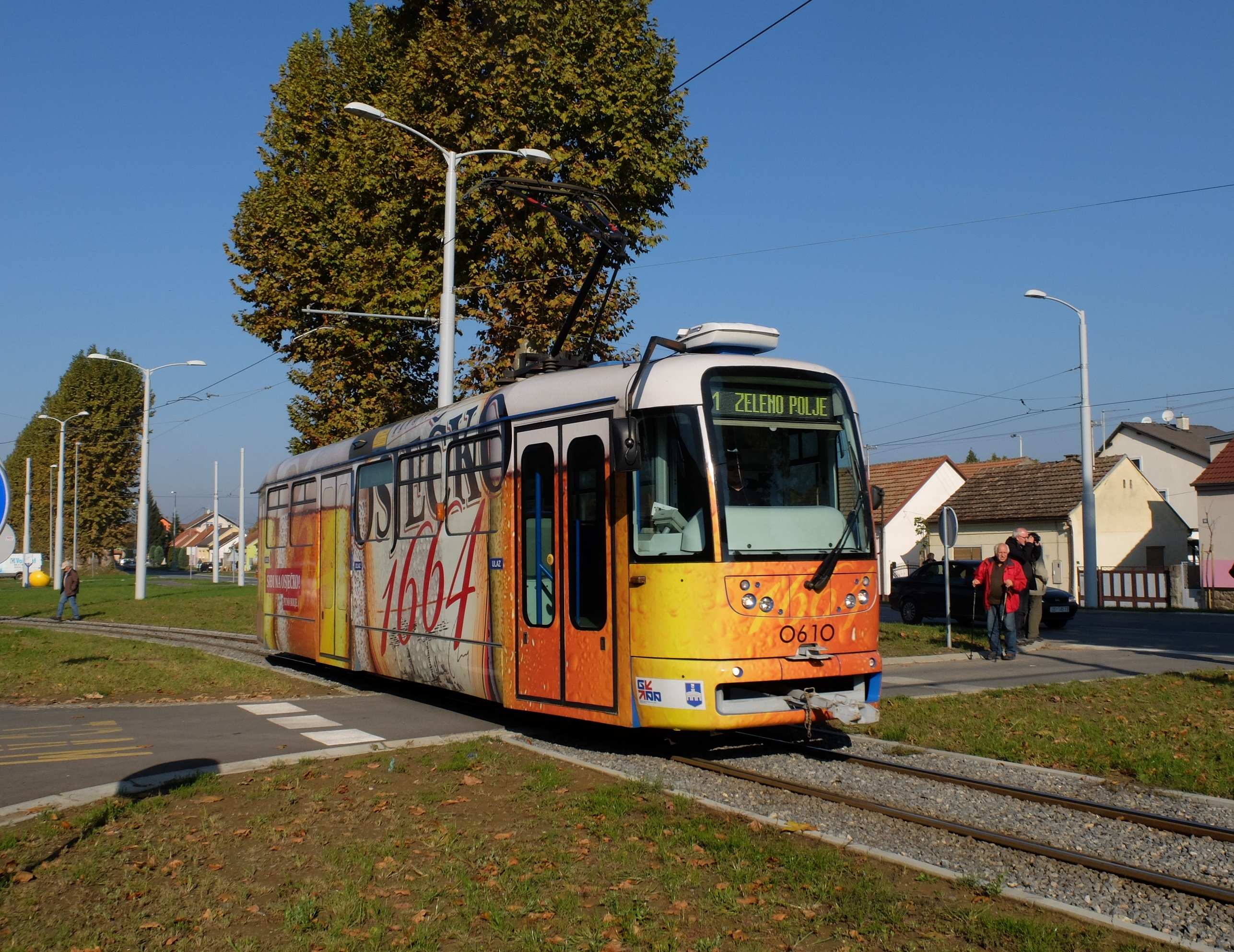
Nummer 0610 (T3R.PV)
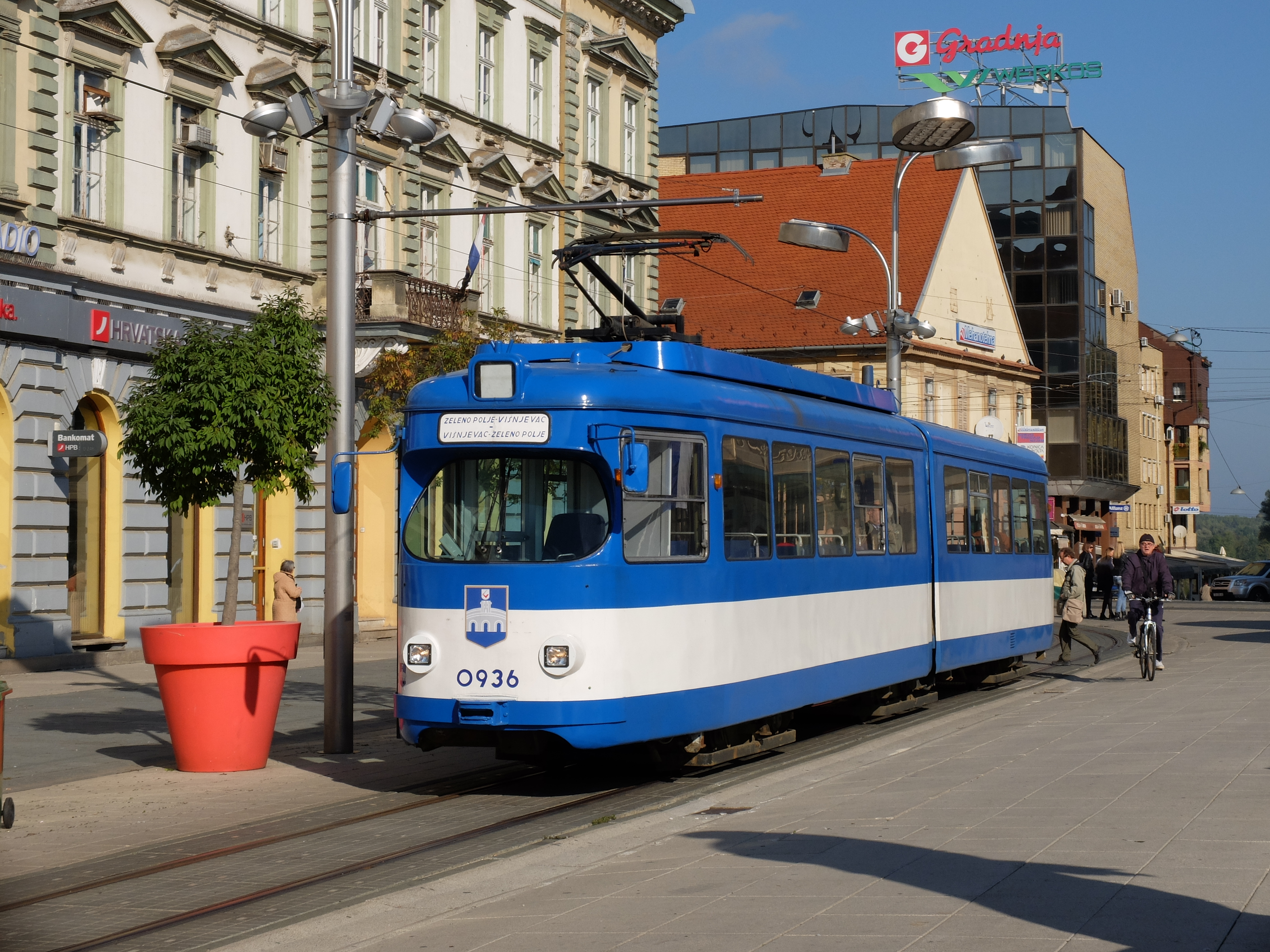
Nummer 0926 (Düwag GT6)
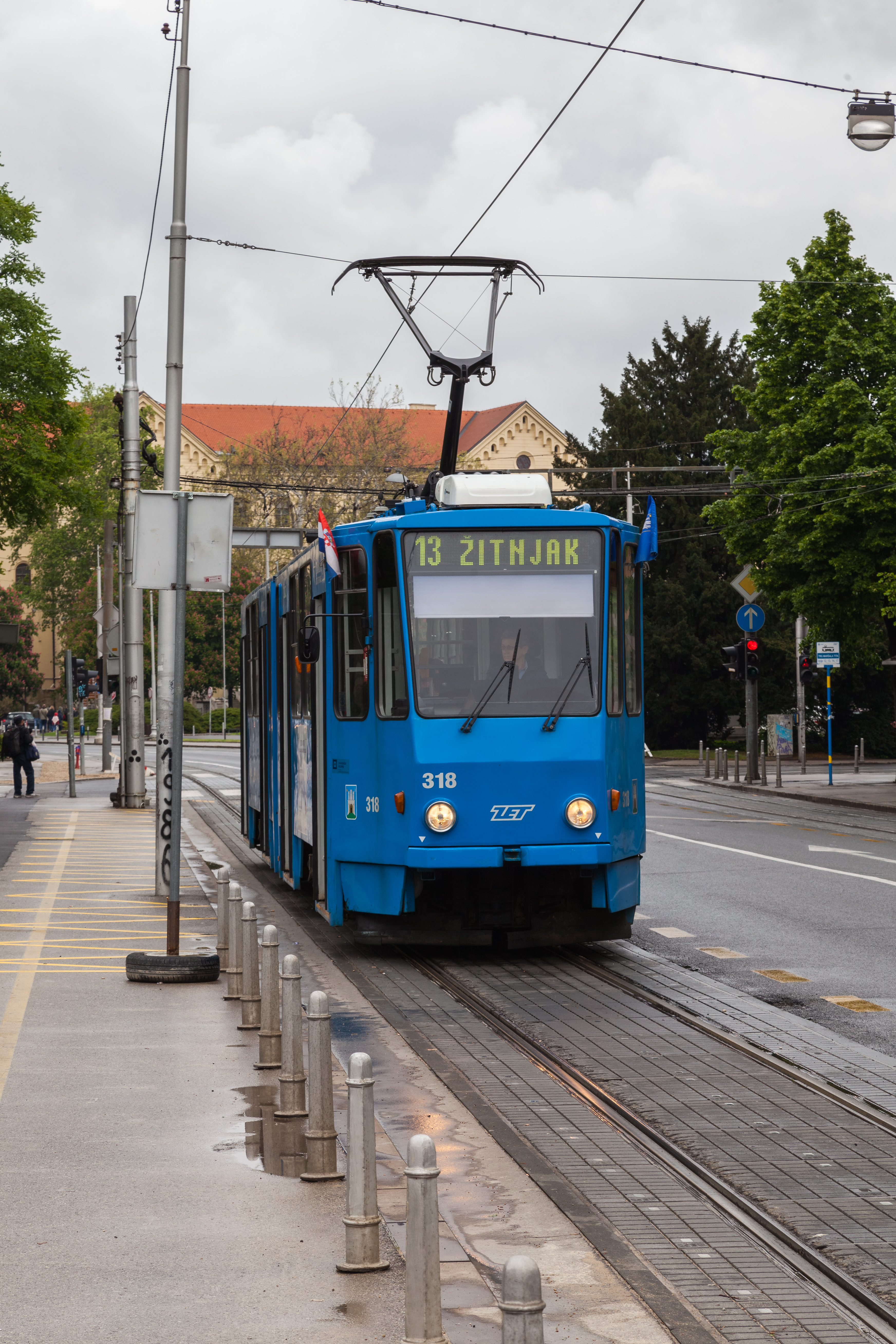
Tatra KT4